# Calopteryx haemorrhoidalis
Calopteryx haemorrhoidalis – gatunek ważki z rodziny świteziankowatych (Calopterygidae). Występuje w zachodniej połowie basenu Morza Śródziemnego – na wyspach, w północnej Afryce (Maroko, Algieria, Tunezja) oraz południowej Europie (Portugalia, Hiszpania, Francja, Włochy).